# Blanes
Blanes es un municipio español de la provincia de Gerona, en la comunidad autónoma de Cataluña. El término municipal, ubicado junto al mar Mediterráneo, en la Costa Brava, motivo por el que es conocido como el "Portal de la Costa Brava", pertenece a la comarca de La Selva y tiene una población de 42 198 habitantes (INE 2024). En tiempos romanos se la denominaba Blanda o Blandae. Blanes, una población turística, posee la primera cala de la Costa Brava por el sur: la cala de Sant Francesc, también denominada Cala Bona.

## Geografía
El municipio de Blanes, está ubicado al noreste del río Tordera y su desembocadura, río que también le sirve de frontera con los términos municipales de Malgrat de Mar y Palafolls. Además, Blanes limita al noroeste también con Tordera, y al noreste con Lloret de Mar. Se extiende por una superficie de 18,29 km². 
| Noroeste: Tordera        | Norte: Tordera  | Nordeste: Lloret de Mar |
| Oeste: Palafolls         |                 | Este: Mar Balear        |
| Suroeste: Malgrat de Mar | Sur: Mar Balear | Sureste: Mar Balear     |

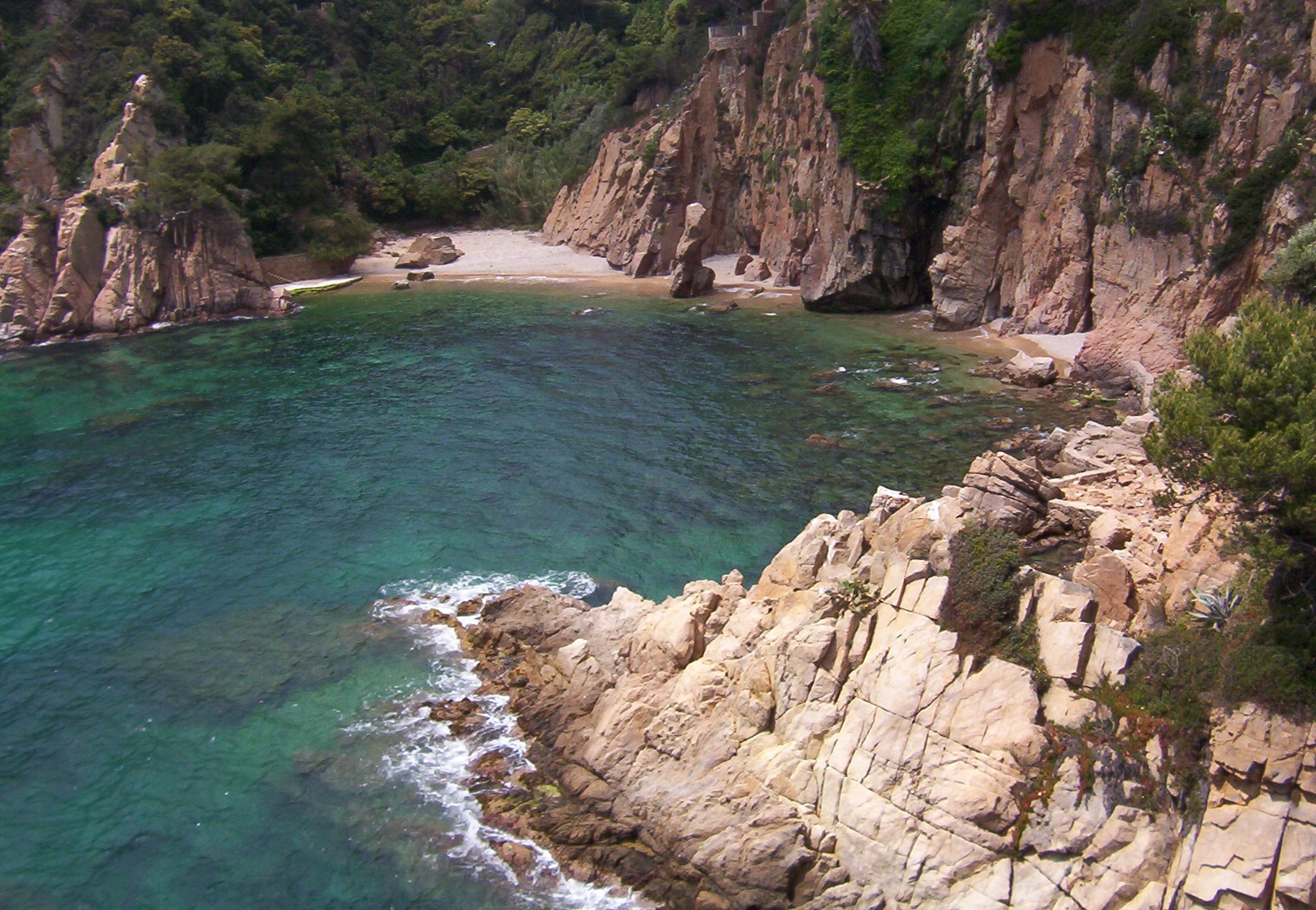
Bahía rocosa en Blanes

El término municipal de Blanes es travesado por la Riera de Blanes, que nace en el Turó d'en Trompa, montaña de 175 metros que también sirve de frontera en cierto punto con el término de Lloret de Mar.  Esta riera desemboca cerca de Sa Palomera, una formación rocosa en la costa de Blanes que se considera el punto de inicio hacia el norte de la Costa Brava. El crecimiento circular de la villa, se ha topado con la montaña de San Juan (en catalán: Turó de Sant Joan) y el rio Tordera. 
Los barrios de Blanes son: La Plantera, Els Pins, S'Abanell, El Racó d'en Portes, Mas Marull, Quatre Vents, Els Pavos, Mas Borinot, Ca la Guidó, Sa Carbonera, Sant Francesc, Montferrant i S'Auguer. 
Las playas tradicionales de Blanes son: la Cala s'Agulla, la Cala de Sant Francesc, la Cala de Santa Anna, la Playa de la Badia de Blanes, la Playa de la Punta de Santa Anna, la Playa de S'Abanell, la Cala Sa Forcanera y la Playa de Treumal. 

## Demografía

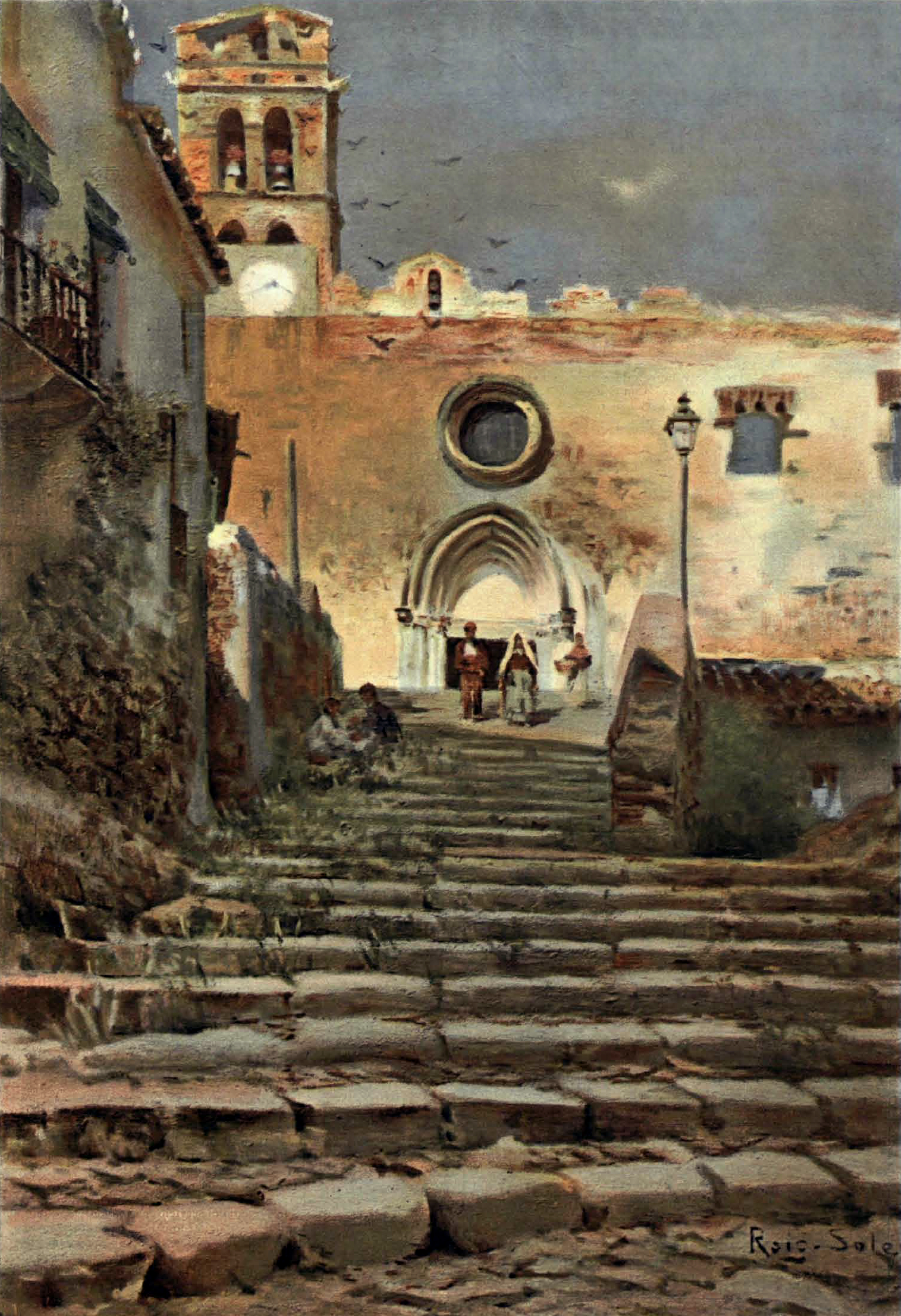
Iglesia parroquial de Blanes por Juan Roig Soler (c. 1904)

Blanes cuenta con una población de 42 198 habitantes (INE 2024).
| Gráfica de evolución demográfica de Blanes entre 1842 y 2021                                                        |
| |
| Población de derecho según los censos de población del INE Población de hecho según los censos de población del INE |

El área metropolitana de Blanes-Pineda de Mar-Lloret de Mar durante 2013 fue de 182 673 habitantes.

## Administración y política
| Periodo   | Nombre                     | Partido | Partido                                    |
| --------- | -------------------------- | ------- | ------------------------------------------ |
| 1979-1987 | Maria Dolors Oms i Bassols |         | Partit dels Socialistes de Catalunya (PSC) |
| 1987-1991 | Fèlix Bota Gibert          |         | Convergència i Unió (CiU)                  |
| 1991-1995 | Maria Dolors Oms i Bassols |         | Partit dels Socialistes de Catalunya (PSC) |
| 1995-1998 | Fèlix Bota Gibert          |         | Convergència i Unió (CiU)                  |
| 1998-2003 | Ramón Ramos Argimón        |         | Convergència i Unió (CiU)                  |
| 2003-2007 | Josep Marigó Costa         |         | Partit dels Socialistes de Catalunya (PSC) |
| 2007-2011 | Josep Trias Figueras       |         | Convergència i Unió (CiU)                  |
| 2011-2015 | Josep Marigó Costa         |         | Partit dels Socialistes de Catalunya (PSC) |
| 2015-2017 | Miquel Lupiáñez i Zapata   |         | Partit dels Socialistes de Catalunya (PSC) |
| 2017-2019 | Mario Ros i Vidal          |         | Partit dels Socialistes de Catalunya (PSC) |
| 2019-2023 | Àngel Canosa i Fernández   |         | Esquerra Republicana de Catalunya (ERC)    |
| 2023-act. | Jordi Hernández Martínez   |         | Partit dels Socialistes de Catalunya (PSC) |

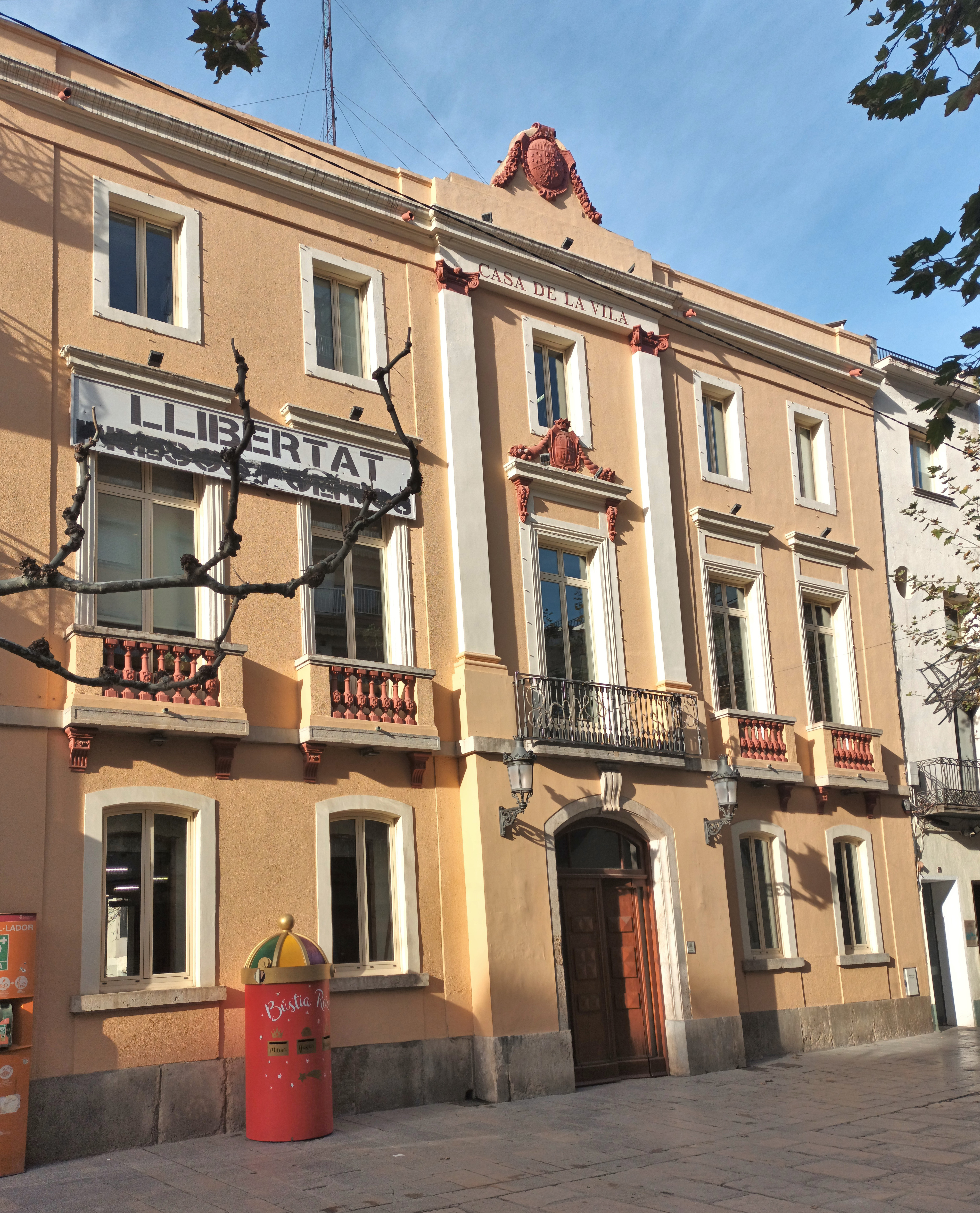
Ayuntamiento de Blanes

Jordi Hernández fue elegido por mayoría absoluta de 11 votos: los seis del PSC, tres de Junts per Catalunya, y los de Grup Blanes y Blanes Si. Los concejales de ERC votaron al anterior alcalde, Àngel Canosa (4 votos) y el resto de partidos se votaron a sí mismos.
| Partido político                                         | 2023  | 2023  | 2023       | 2019  | 2019  | 2019       | 2015  | 2015  | 2015       | 2011  | 2011  | 2011       | 2007  | 2007  | 2007       |
| Partido político                                         | %     | Votos | Concejales | %     | Votos | Concejales | %     | Votos | Concejales | %     | Votos | Concejales | %     | Votos | Concejales |
| Partit dels Socialistes de Catalunya (PSC)               | 22    | 2975  | 6          | 20,14 | 3249  | 5          | 17,47 | 2612  | 4          | 33,61 | 4612  | 9          | 34,08 | 4912  | 8          |
| Esquerra Republicana de Catalunya (ERC)                  | 15,82 | 2139  | 4          | 20,25 | 3268  | 5          | 11,44 | 1711  | 2          | —     | —     | —          | 6,14  | 885   | 1          |
| En Comú Podem (ECP)-Iniciativa per Catalunya Verds (ICV) | 13,45 | 1819  | 3          | 18,29 | 2951  | 5          | 16,78 | 2510  | 4          | 14,33 | 1967  | 4          | 9,15  | 1319  | 2          |
| Junts per Catalunya (JxC)-Convergència i Unió (CiU)      | 12,29 | 1662  | 3          | 14,04 | 2265  | 3          | 16,44 | 2458  | 4          | 20,61 | 2828  | 5          | 30,27 | 4363  | 7          |
| Partit Popular de Catalunya (PP)                         | 6,63  | 897   | 1          | 3,47  | 561   | 0          | 6,61  | 989   | 1          | 11,94 | 1639  | 3          | 5,86  | 844   | 1          |
| Vox                                                      | 6,22  | 842   | 1          | 1,96  | 317   | 0          | —     | —     | —          | —     | —     | —          | —     | —     | —          |
| Grup Blanes                                              | 5,85  | 791   | 1          | —     | —     | —          | 10,17 | 1521  | 2          | —     | —     | —          | —     | —     | —          |
| Candidatura d'Unitat Popular (CUP)                       | 5,34  | 723   | 1          | 4,82  | 778   | 0          | 8,02  | 1199  | 2          | 4,53  | 622   | 0          | —     | —     | —          |
| Partit Demòcrata Europeu Català (PDeCAT)                 | 5,08  | 687   | 1          | —     | —     | —          | —     | —     | —          | —     | —     | —          | —     | —     | —          |
| Ciutadans (CS)                                           | 1,97  | 267   | 0          | 12,5  | 2017  | 3          | 10,62 | 1588  | 2          | 2,9   | 398   | 0          | 2,71  | 390   | 0          |
| Partit Democràtic de Blanes (PDB-PROA)                   | 0,59  | 81    | 0          | —     | —     | —          | 0,74  | 111   | 0          | 1,84  | 252   | 0          | 7,75  | 1117  | 2          |

## Patrimonio
- Jardines botánicos Marimurtra (creado el 1921 por el industrial alemán Karl Faust) y Pinya de Rosa. A los cuales se puede acceder con el "carrilet", un trenecito que además hace un tour por la villa.
- Sa Palomera, islote unido a tierra que marca simbólicamente el inicio de la Costa Brava. Ahí podrá encontrar el llamado "Portal de la Costa Brava", reciente monumento con forma de medio arco que indica el inicio de la Costa Brava.
- Varias ermitas, e iglesias en las que destacan la ermita de la Antiga, la de la Salud y la iglesia (Parroquia) de Santa María.
- Fuente gótica (antes salía agua de las ocho fuentes) restaurada hace muy poco.
- Iglesia de Santa María.
- Castillo de San Juan. Es el punto más elevado de Blanes. Desde él se puede contemplar casi todo el término municipal. Muy recomendable ir a ver sus preciosas vistas.

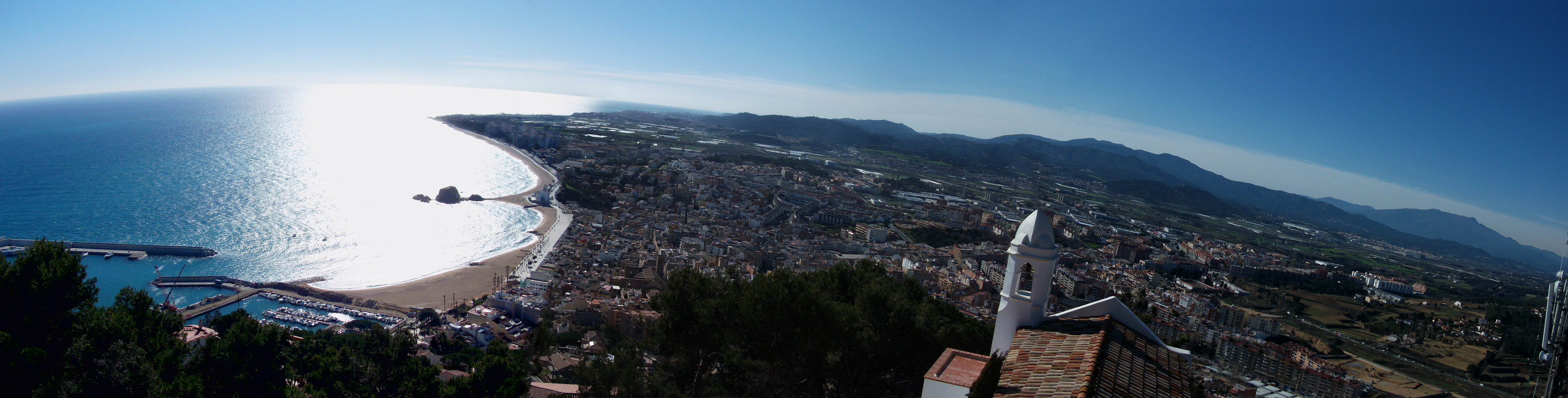
Imagen de Blanes desde el Castillo de San Juan. Se observa parte del puerto de Blanes, desembocadura del río Tordera, y sierras del Montnegre y Montseny.

## Fiestas

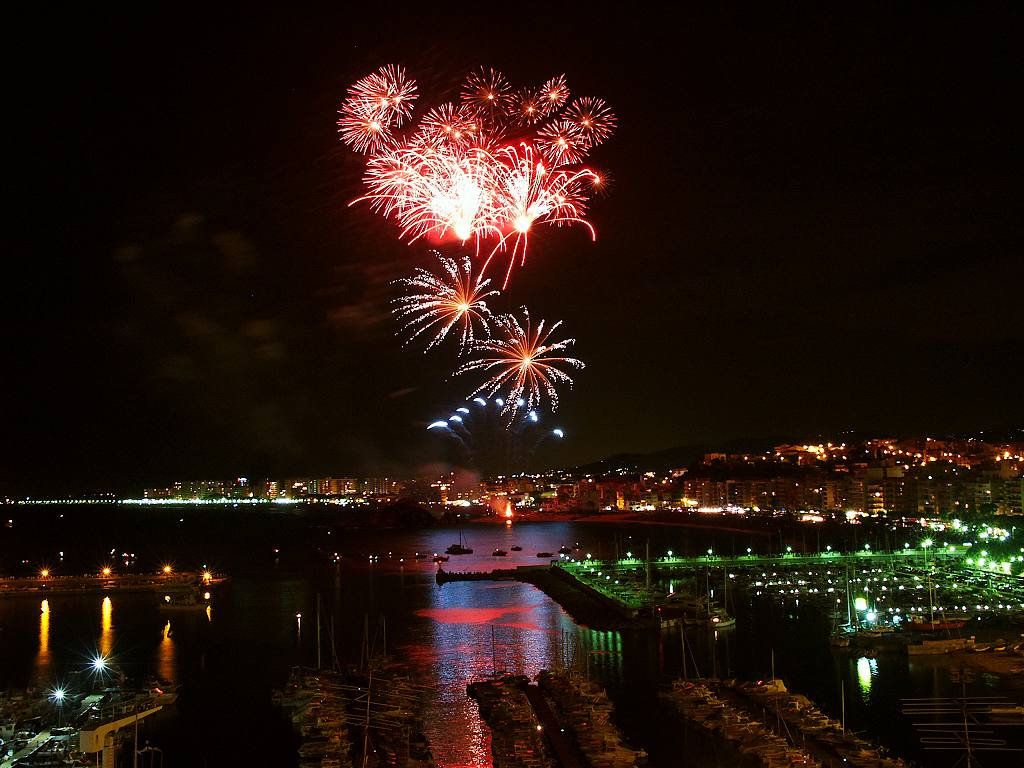
Fuegos artificiales en Blanes

- Fiesta mayor o fiestas de Santa Ana y San Joaquín (día 26) entre los días 21 y 27 de julio. Durante los 8 días se celebran sus fiestas mayores y el mayor concurso internacional de fuegos artificiales de Europa con más de 500 000 visitantes.
- Fiesta Menor o de los copatrones (San Bonoso y Maximiano) en la cual es tradición desde hace ya 25 años la Noche de la Caminata Popular que se celebra a mediados del mes de agosto. Esta caminata tiene un carácter totalmente popular, mucha gente la realiza caminando acompañados por sus hijos, mascotas... Tiene aproximadamente 8 km de recorrido. El premio es un recordatorio y una rodaja de sandía.
- Cada mes de agosto se celebra la Travesía Popular del Puerto de Blanes. El 7 de agosto de 2016 tuvo lugar la 74 ava edición. La prueba consiste en recorrer a nado la distancia que separa la roca de Sa Palomera y el puerto de Blanes. La distancia de la travesía es de 900 metros. El punto de salida es desde Sa Palomera y la llegada se ubica en la playa pequeña del puerto. La travesía está abierta a todo el mundo, siendo o no federados.

## Localidades hermanadas
- Ardales (España)[8]